# Ла-Безас
Ла-Беза́с (фр. La Besace) — коммуна во Франции, находится в регионе Шампань — Арденны. Департамент — Арденны. Входит в состав кантона Рокур-э-Флаба. Округ коммуны — Седан.
Код INSEE коммуны — 08063.
Коммуна расположена приблизительно в 210 км к востоку от Парижа, в 80 км северо-восточнее Шалон-ан-Шампани, в 30 км к юго-востоку от Шарлевиль-Мезьера.

## История
Во время Великой французской революции коммуна временно носила название Кото-Либр (фр. Coteau-Libre).

## Население
Население коммуны на 2008 год составляло 122 человека.
| 1962 | 1968 | 1975 | 1982 | 1990 | 1999 | 2008 |
| ---- | ---- | ---- | ---- | ---- | ---- | ---- |
| 166  | 173  | 165  | 129  | 132  | 133  | 122  |

## Экономика
В 2007 году среди 84 человек в трудоспособном возрасте (15—64 лет) 59 были экономически активными, 25 — неактивными (показатель активности — 70,2 %, в 1999 году было 66,7 %). Из 59 активных работали 55 человек (33 мужчины и 22 женщины), безработных было 4 (1 мужчина и 3 женщины). Среди 25 неактивных 11 человек были учениками или студентами, 7 — пенсионерами, 7 были неактивными по другим причинам.

## Фотогалерея

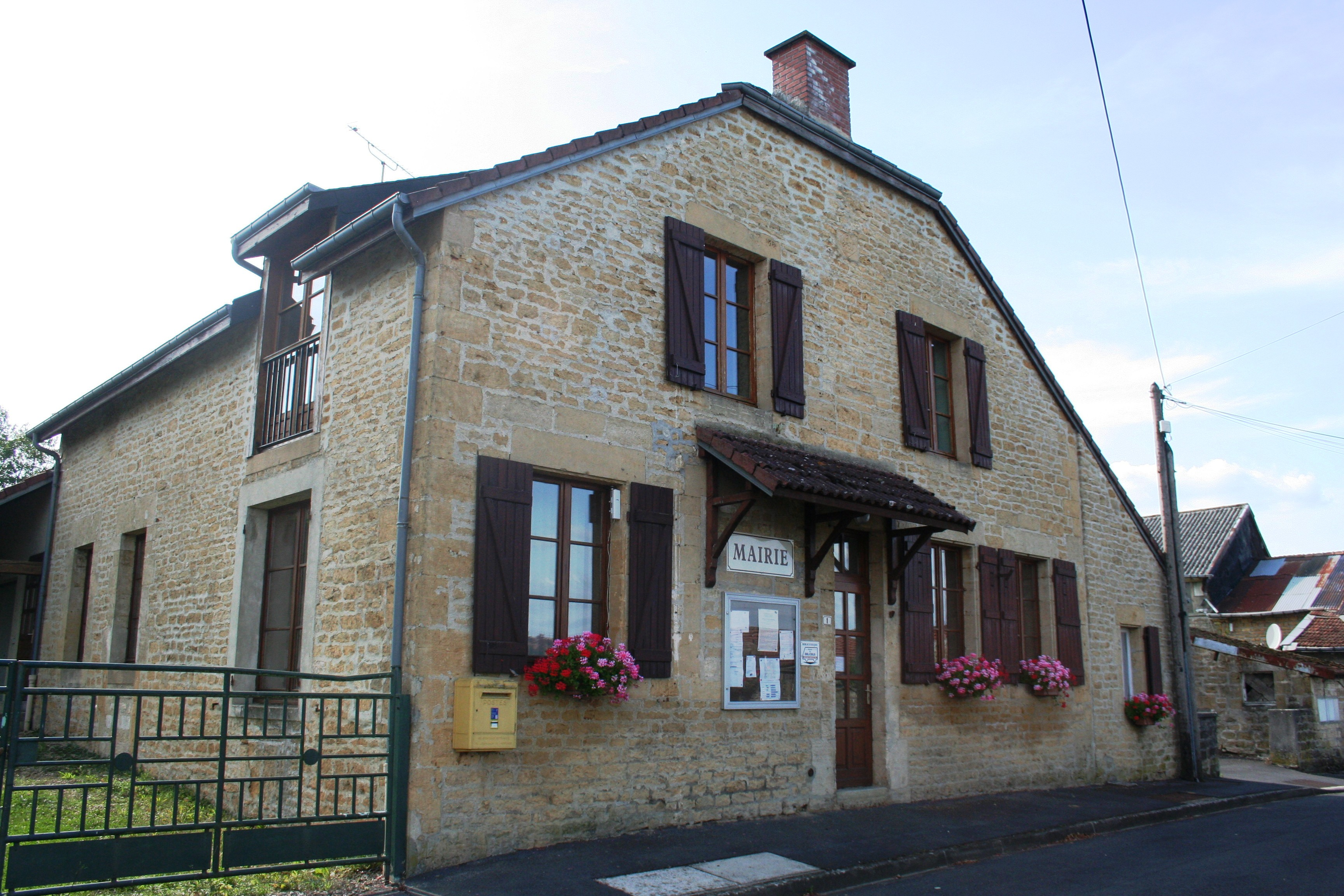
Мэрия
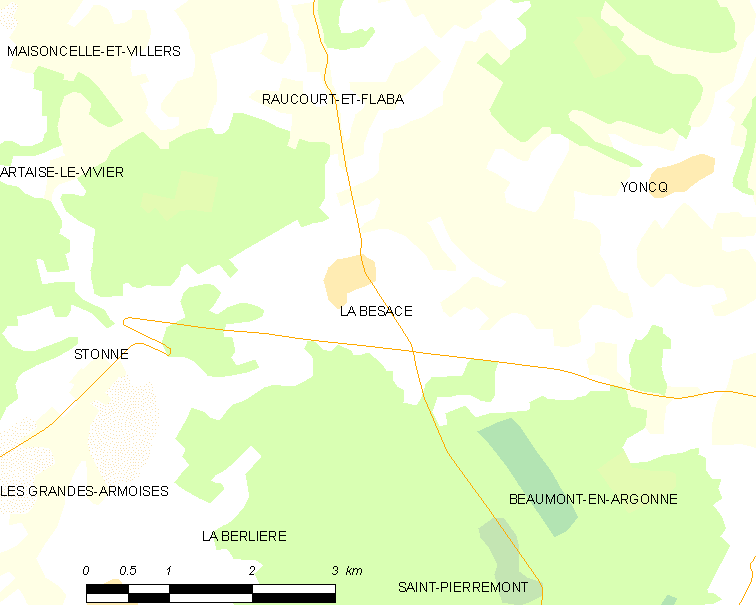
Карта коммуны